# Vít Jánov
Vít Jánov (Jablonec nad Nisou, 25 dicembre 1987) è un ex biatleta ceco.

## Biografia
Vít Jánov, attivo dalla stagione 2005-2006, in Coppa del Mondo ha esordito il 18 marzo 2010 a Oslo Holmenkollen in sprint (51º), ha ottenuto l'unico podio il 10 marzo  2013 a Soči Krasnaja Poljana in staffetta (3º) e ha preso per l'ultima volta il via il 20 marzo 2014 a Oslo Holmenkollen in sprint (66º); si è ritirato al termine della stagione 2015-2016 e la sua ultima gara in carriera è stata la sprint di IBU Cup disputata in Val Martello il 10 marzo. Non ha preso parte a rassegne olimpiche o iridate.

## Palmarès

### Coppa del Mondo
- Miglior piazzamento in classifica generale: 101º nel 2013
- 1 podio (a squadre):
  - 1 terzo posto